# Souziqiu (sockenhuvudort i Kina, Hunan Sheng, lat 29,54, long 110,36)
Souziqiu är en sockenhuvudort i Kina. Den ligger i provinsen Hunan, i den södra delen av landet, omkring 290 kilometer nordväst om provinshuvudstaden Changsha. Antalet invånare är 7 848. Befolkningen består av 3 923 kvinnor och 3 925 män. Barn under 15 år utgör 21,0 %, vuxna 15-64 år 62 %, och äldre över 65 år 16,0 %.
Runt Souziqiu är det ganska tätbefolkat, med 199 invånare per kvadratkilometer. Närmaste större samhälle är Ruishi, 16,8 km sydväst om Souziqiu. I omgivningarna runt Souziqiu växer i huvudsak blandskog.
Genomsnittlig årsnederbörd är 1 738 millimeter. Den regnigaste månaden är september, med i genomsnitt 307 mm nederbörd, och den torraste är december, med 21 mm nederbörd.